# Bourscheid
Bourscheid (luxemburguès Buurschent, alemany Bourscheid) és una comuna i vila al nord-est de Luxemburg, que forma part del cantó de Diekirch. Comprèn les viles de Bourscheid, Dirbach, Goebelsmhle, Kehmen, Lipperscheid, Michelau, Scheidel, Schlindermanderscheid i Welscheid.

## Població
| Nacionalitat   | Població | %      |
| -------------- | -------- | ------ |
| luxemburguesos | 928      | 82,12% |
| Forasters      | 202      | 17,88% |
| - portuguesos  | 50       | 4,42%  |
| - francesos    | 24       | 2,12%  |
| - italians     | 5        | 0,44%  |
| - belgues      | 49       | 4,34%  |
| - alemanys     | 15       | 1,33%  |
| - iugoslaus    | 11       | 0,97%  |
| - altres       | 48       | 4,25%  |

## Evolució demogràfica
| Any        | Població |
| ---------- | -------- |
| 15/02/2001 | 1.130    |
| 01/01/2002 | 1.230    |
| 01/01/2003 | 1.200    |
| 01/01/2004 | 1.203    |
| 01/01/2005 | 1.231    |